# 2003年日本

## 國家領導人
- 天皇： 明仁
- 内閣總理大臣： 小泉純一郎（自由民主黨）
- 内閣官房長官： 福田康夫（自由民主黨）
- 最高裁判所長官： 町田顯
- 眾議院議長：綿貫民輔（自由民主黨）（年初至10月10日）、河野洋平（自由民主黨）（11月19日至年底）
- 参議院議長： 倉田寛之（自由民主党）
- 國會： 第156屆 （常會， 1月20日-7月28日）、第157屆 （臨時會， 9月26日-10月10日）、第158屆 （特別會， 11月19日-21日）

## 大事記
- 1月14日 - 首相小泉純一郎參拜靖國神社。
- 9月3日 - 日本國會議事堂中央塔屋的頂部被閃電擊中而破損。

## 今年的漢字
2003年，日本今年的漢字是「虎」，因為日本職棒球隊阪神虎的關係。